# Hiệu ứng Zeeman
Hiệu ứng Zeeman là sự chia tách một vạch quang phổ thành một số thành phần khi có sự hiện diện của từ trường. Nó tương tự với Hiệu ứng Stark, là sự chia tách của một vạch quang phổ thành một vài thành phần khi có sự có mặt của một điện trường. Hiệu ứng Zeeman rất quan trọng trong thực tế như việc đo đạc cộng hưởng từ hạt nhân, cộng hưởng spin electron, hình ảnh hóa cộng hưởng từ.
Người tìm ra hiệu ứng này là nhà vật lý người Hà Lan, Pieter Zeeman.

## Giới thiệu
Trong hầu hết các nguyên tử, tồn tại một vài cấu hình electron có cùng mức năng lượng. Có sự chuyển dời giữa các cặp cấu hình khác nhau thể hiện cho một vạch quang phổ đơn.
Sự hiện diện của một từ trường sẽ làm cho một vài cấu hình có cùng mức năng lượng trở thành khác mức năng lượng. Do đó sẽ tạo ra một vài vạch quang phổ rất gần nhau.

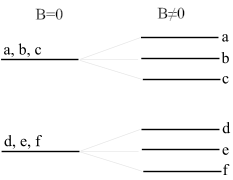
Các vạch quang phổ trước và sau khi cho từ trường tác dụng

Khi không có từ trường tác dụng, các cấu hình a, b và c có cùng mức năng lượng, d, e và f cũng như vậy. Sự hiện diện của từ trường chia tách các mức năng lượng.
Hiệu ứng Zeeman có nhiều ứng dụng quan trọng trong ngành vật lý nghiên cứu về vũ trụ như đo khoảng cách đến Mặt Trời và các ngôi sao.